# FIVI

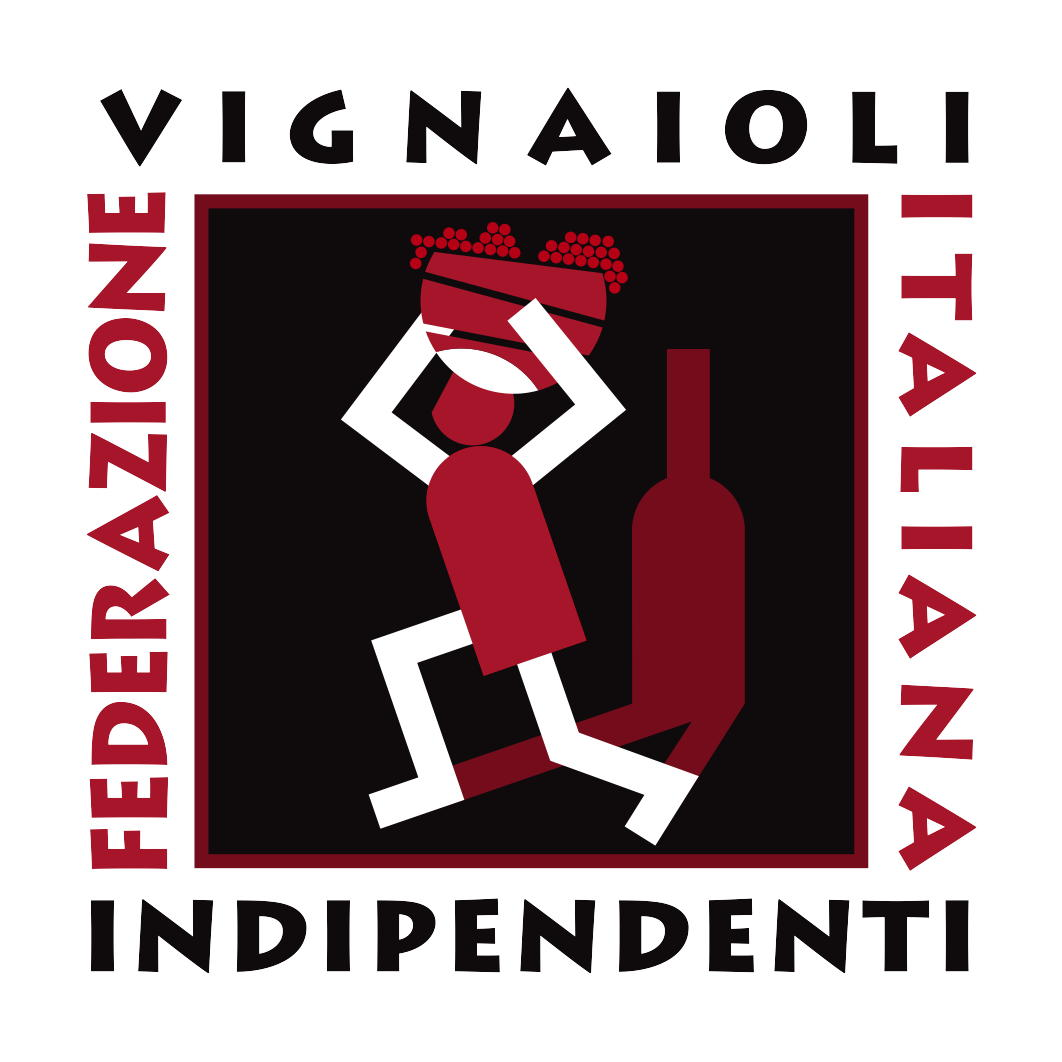
Il logo di FIVI, liberamente ispirato all'opera di Fortunato Depero

La FIVI – Federazione Italiana Vignaioli Indipendenti rappresenta di fronte alle istituzioni i vignaioli. Le principali azioni della FIVI sono di tipo sindacale e di rappresentanza. I soci aderenti sono più di 1600, provenienti da tutta Italia. 

## Storia
Nel 2006 inizia il percorso di costituzione della FIVI. Due anni dopo, CEVI - Confederazione Europea Vignaioli Indipendenti e FWS - Associazione dei Vignaioli Indipendenti dell’Alto Adige si attivano per istituire anche in Italia un gruppo a difesa degli interessi dei Vignaioli Indipendenti.  
Il 17 luglio 2008 con la prima Assemblea Costituente presso la Reggia di Colorno (PR) viene costituita ufficialmente la Federazione Italiana Vignaioli Indipendenti. FIVI entra nella CEVI - Confederazione Europea dei Vignaioli Indipendenti, che comprende associazioni di vignaioli provenienti da tutta Europa. 
Il primo presidente eletto è Costantino Charrère, vignaiolo in Valle d’Aosta. Gli succede nel 2013 Matilde Poggi, vignaiola in Veneto. Matilde Poggi viene rieletta nel 2016 e nel 2019. Nel 2022 viene eletto presidente Lorenzo Cesconi, vignaiolo in Trentino. 
Il 9 novembre 2012 FIVI è stata ufficialmente riconosciuta come Persona Giuridica. I Vignaioli Indipendenti sono accreditati presso il Ministero delle Politiche Agricole Alimentari e Forestali e presso i tavoli vitivinicoli di molte Regioni. La Federazione presenta interrogazioni e proposte che riguardano tutta la filiera del vino e interviene su temi riguardanti il lavoro e la vita dei vignaioli.

## I presidenti
- Costantino Charrère 2008 - 2013

- Matilde Poggi 2013 - 2022
- Lorenzo Cesconi 2022 - in carica

## Le delegazioni
La FIVI si articola sul territorio in Delegazioni Locali, nate su libera iniziativa degli Associati come unità di raccordo tra la base e gli Organi dell’Associazione.
I delegati:
- Abruzzo - Molise - Emilio Rapino
- Marche - Massimo Palmieri
- San Gimignano - Chianti Classico - Angela Fronti
- Alessandria - Daniele Oddone
- Maremma Toscana - Stefano Casali
- Sicilia Occidentale - Marilena Barbera
- Calabria - Cataldo Calabretta
- Modena-Reggio Emilia - Marcello Righi
- Sicilia Orientale - Andrea Annino
- Campania - Emma Picariello
- Nord Piemonte - Silvia Barbaglia
- Soave - Federica Nardello
- Franciacorta - Celeste Dotti
- Oltrepò Pavese - Alessio Brandolini
- Trentino Alto Adige – Südtirol - Clementina Balter
- Friuli-Venezia Giulia - Bruna Flaibani
- Padova - Vicenza - Silvia Gardina
- Treviso - Desirèe Pascon
- Langhe e Valli Cuneesi - Lorenzo Oliviero
- Piacenza - Davide Valla
- Umbria - Alessandro Lanterna
- Lazio - Antonio Cosmi
- Puglia - Marianna Annio
- Valpolicella - Marcello Vaona
- Liguria - Linda Salvetti
- Roero - Francesco Rosso
- Valtellina - Emanuele Pellizzatti Perego
- Lucca - Massa Carrara - Ido Mariani
- Romagna - Elisa Mazzavillani
- Venezia - Emanuela Bincoletto

Il Delegato, eletto dagli Associati che fanno parte della Delegazione, costituisce il punto di riferimento dell’Associazione per le Amministrazioni locali e per i Vignaioli presenti sul territorio.

## I soci
Aderiscono alla FIVI le aziende vitivinicole, individuali o agricole, che si occupano in prima persona di tutte le fasi della produzione, ovvero la conduzione del vigneto, la vinificazione e la commercializzazione; le cooperative agricole di ridotte dimensioni così definite dall’art 21 della legge 266/1997; le associazioni di produttori di vino. 
Nel 2024 i soci hanno superato il numero di 1650. Sono distribuiti in tutta Italia, per una superficie totale di vigneti di 15.000 ettari. In media ogni socio aderente conduce 10 ettari di vite. Il 51% dei vigneti è a coltivazione biologica/biodinamica e il 49% a lotta integrata. Le bottiglie in commercio superano gli 80 milioni. Il fatturato complessivo è di 0,8 miliardi di euro, nei quali 350 milioni di euro sono costituiti dall’export.

## Il triennio 2022-2025
Il triennio 2022-2025, che coincide con il trasferimento del Mercato dei Vini e dei Vignaioli FIVI da Piacenza a Bologna Fiere, è stato attraversato da una lunga serie di dimissioni e rimpiazzi all'interno del consiglio direttivo guidato da Lorenzo Cesconi. Polemiche interne che hanno lasciato il segno nell'associazione, che ha dovuto fare i conti con l'abbandono di figure chiave, tra cui uno degli stessi fondatori della Federazione italiana vignaioli indipendenti, Walter Massa.

## Le attività
FIVI difende gli interessi morali, sociali, tecnici, economici e amministrativi dei Vignaioli Indipendenti. Contribuisce ai piani di sviluppo della filiera vitivinicola nelle singole regioni, in Italia e in Europa. FIVI svolge anche un’attività propositiva sia a livello economico che legislativo. 

## Il Mercato dei Vini
Nel 2011 si è svolta a Piacenza la prima edizione del Mercato dei Vini dei Vignaioli Indipendenti FIVI. Da allora il Mercato si è ripetuto ogni anno nel corso dell’ultimo weekend di novembre presso Piacenza Expo. Nel 2023 il Mercato si svolgerà per la prima volta a BolognaFiere, con più di 1000 Vignaioli presenti. I Vignaioli Indipendenti, provenienti da tutta Italia, espongono e vendono al pubblico i loro vini.

## Il simbolo
Nel logo della FIVI - liberamente ispirato al lavoro di Fortunato Depero - è disegnato un vignaiolo che tiene sul capo un cesto di uva. La sua ombra ha la forma di una bottiglia. Il simbolo rimanda alle caratteristiche che contraddistinguono il vino prodotto dai soci, seguito in tutte le fasi di produzione direttamente dal vignaiolo. Il logo può essere posto sulle bottiglie ed è riservato all’uso esclusivo degli associati FIVI.